# Stabilimento Tecnico Triestino

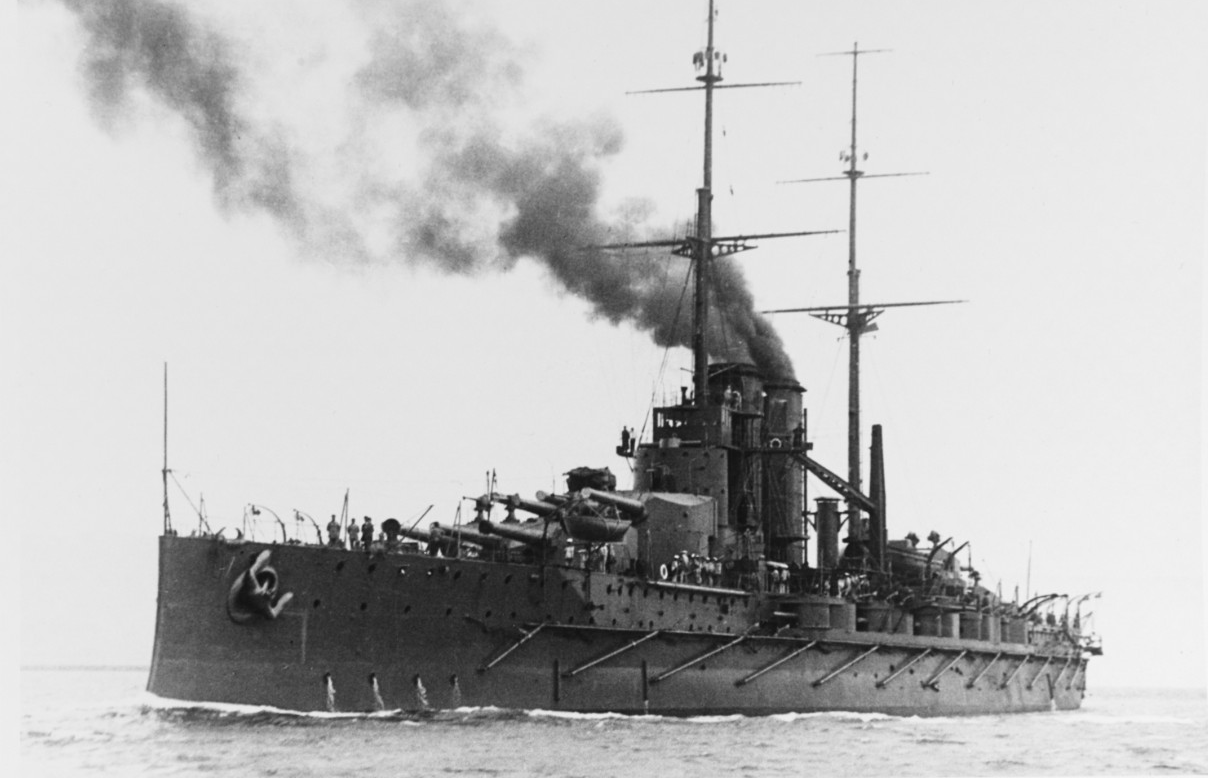
Schlachtschiff Viribus Unitis (1912), das Flaggschiff der Österreichischen Marine

Das Stabilimento Tecnico Triestino (S.T.T.) war die größte und leistungsfähigste Schiffswerft Österreich-Ungarns. Die 1858 gegründete Werft in Triest existiert als Teil der italienischen Fincantieri noch heute.

## Geschichte

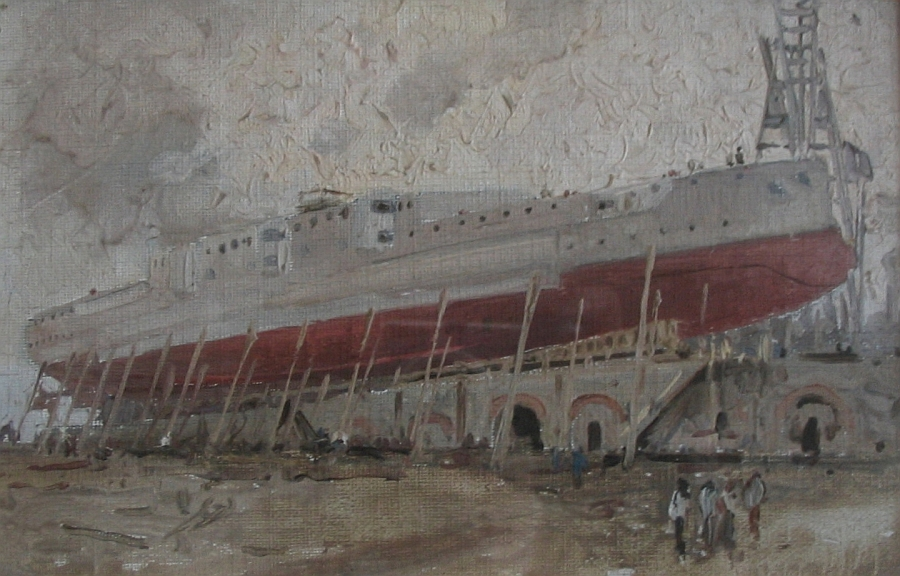
Schlachtschiff der Habsburg-Klasse auf der Helling (Gemälde von Alexander Kircher ca. 1900)

Das Stabilimento Tecnico Triestino entstand 1858 in der Ortschaft Muggia nahe Triest aus der 1830 gegründeten Maschinenfabrik der Gebrüder Strudthoff in Triest-Sant’ Andrea und die 1857 von diesen eröffnete Werft San Rocco. Federführend am Zusammenschluss war der Triestiner Schiffahrtsmagnat Paquale Revoltella. Eine der ersten Großaufträge für die k.u.k Marine war der Umbau der Fregatte Novara zum Auxillarsegler in den Jahren 1860 bis 1862, dem bald weitere Aufträge für Kriegsschiffe folgten. Daneben wurden vor allem Handelsschiffe gebaut.
Unter der Führung des langjährigen Verwaltungsrat-Präsidenten Johann Georg Ritter von Hütterott entwickelte sich die Werft zum Großunternehmen und leistungsfähigsten Schiffswerft Österreich-Ungarns. 1895 wurde die Werft San Marco übernommen und in Folge ein Großteil des Schiffbaus dorthin verlegt, 1897 kaufte das S.T.T. die Großwerft von Giuseppe Tonello dazu. Die Erweiterungen um zwei Hellingen ermöglichten den Bau von Schiffen bis zu 20.500 Tonnen.
1907 wurde das erste Dieselmotor-Passagierschiff der Welt, die MS Brioni, vom Stapel gelassen. Zu dieser Zeit gehörte das Unternehmen zum Konzern der von der Familie Rothschild kontrollierten Creditanstalt und übernahm im selben Jahr rund 50 Prozent der Lokomotivfabrik Wiener Neustadt. Vizepräsident war zu dieser Zeit der Industrielle Arthur Krupp. 1908 waren 3.500 Arbeiter bei S.T.T. beschäftigt, im selben Jahr erwarb das Unternehmen die alleinige Lizenz zum Bau von Parsons-Turbinen für Österreich-Ungarn. 1909 kaufte man die Schiffswerft Linz und 1911 jene in Galatz auf, womit das Unternehmen auch in den Flussschiffbau auf der Donau einstieg. 1910 schied die Werft San Rocco aus dem Unternehmensverband aus und bildete bei gleichberechtigter Beteiligung des Österreichischen Lloyd bzw. dessen Lloydarsenal die nun eigenständige Schiffswerft San Rocco A.G., in der künftig nur noch Handelsschiffe gebaut wurden. Seit 1912 wurden Zweitakt-Dieselmotore nach Lizenz von MAN gebaut.
Das Stabilimento Tecnico Triestino besaß 1914 fünf Docks mit einer Größe von 350 bis 500 Fuß, von denen drei für den Bau von Kriegsschiffen reserviert waren, sowie ein 350-Fuß-Trockendock und ein 400-Fuß-Schwimmdock. Das Unternehmen besaß ein eigenes Werk in Muggia für den Bau von Maschinen, Kesseln und Turbinen.
Von 1916 bis 1918 hieß das S.T.T. aus propagandistisch-patriotischen Gründen Austria Werft. Die k.u.k Marine schloss während des Ersten Weltkrieges einen Vertrag mit der Austria Werft über den Bau von zwei neuen Schlachtschiffen, deren Bau jedoch 1915 abgebrochen wurde. Auch der Vertrag über den Bau von zwei U-Booten wurde mangels spezialisierter Techniker wieder aufgekündigt.

### Nach dem Ersten Weltkrieg
Das Unternehmen wurde in Folge der Angliederung Triests an Italien eine italienische Gesellschaft. 1920 erfolgte eine Kapitalerhöhung von 18 auf 40 Millionen Lire. Zu dieser Zeit (und vermutlich bereits seit der Monarchie) war das Unternehmen ein Teilhaber der Österreichisch Alpinen-Montangesellschaft. Das S.T.T. erhielt in Folge Lizenzen zum Bau von großen Schiffsdieselmotoren von Burmeister & Wain sowie der Grazer Waggon- und Maschinenfabrik. Die Werft wirtschaftete in diesen Jahren gut, 1927 konnte bei einem Gewinn von über 3 Millionen Lire eine fünfprozentige Dividende ausgeschüttet werden. 1929 wurde das S.T.T. mit den anderen Werften in der Region zur Cantieri Riuniti dell'Adriatico (C.R.D.A) zusammengeschlossen.
Die ehemaligen Werften des S.T.T. sind heute Teil der Fincantieri-Gruppe mit Sitz in Triest.

## Produkte

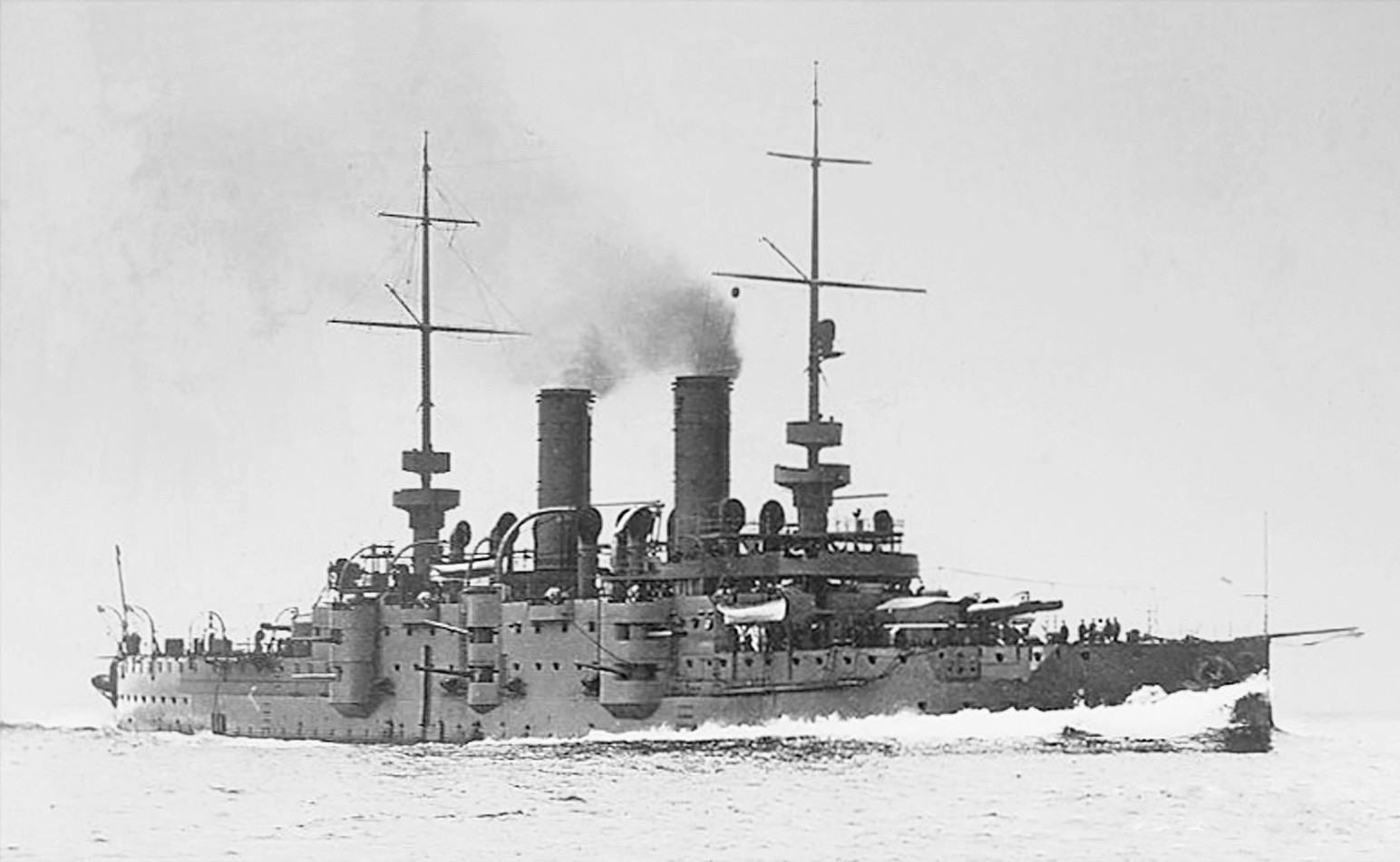
SMS Habsburg bei Probefahrten (1901)

### Kriegsschiffe
Die Werften des S.T.T. war der Hauptlieferant von Kriegsschiffen für die Österreichischen Marine. Es wurden Schiffe unterschiedlichster Größe und Typen gebaut. Unter anderem die Linienschiffe der Monarch-Klasse, Panzerkreuzer wie die Kaiserin und Königin Maria Theresia und Kaiser Karl VI., Zerstörer der Huszár-Klasse, die Torpedoboote der Kaiman-Klasse sowie die Schlachtschiffe der Erzherzog-Karl-Klasse, der Radetzky-Klasse und der Habsburg-Klasse.
Der Höhepunkt des Kriegsschiffbaus bei S.T.T. waren die drei vom General-Schiffsbauingenieur Siegfried Popper konzipierten drei Dreadnough-Schlachtschiffe der Tegetthoff-Klasse: Tegetthoff, Prinz Eugen sowie das k.u.k Flaggschiff Viribus Unitis. Diese wurden jedoch aufgrund der zögerlichen Haltung des Ministeriums in Wien von Marinekommandant Rudolf Montecuccoli auf eigene Faust bei S.T.T. bestellt.
Während des Ersten Weltkrieges baute S.T.T. auch erste Motorschiffe für die Österreichische Marine.
In italienischer Zeit wurden vereinzelt weiterhin große Einheiten wie der Schwere Kreuzer Trieste (1928) gebaut.

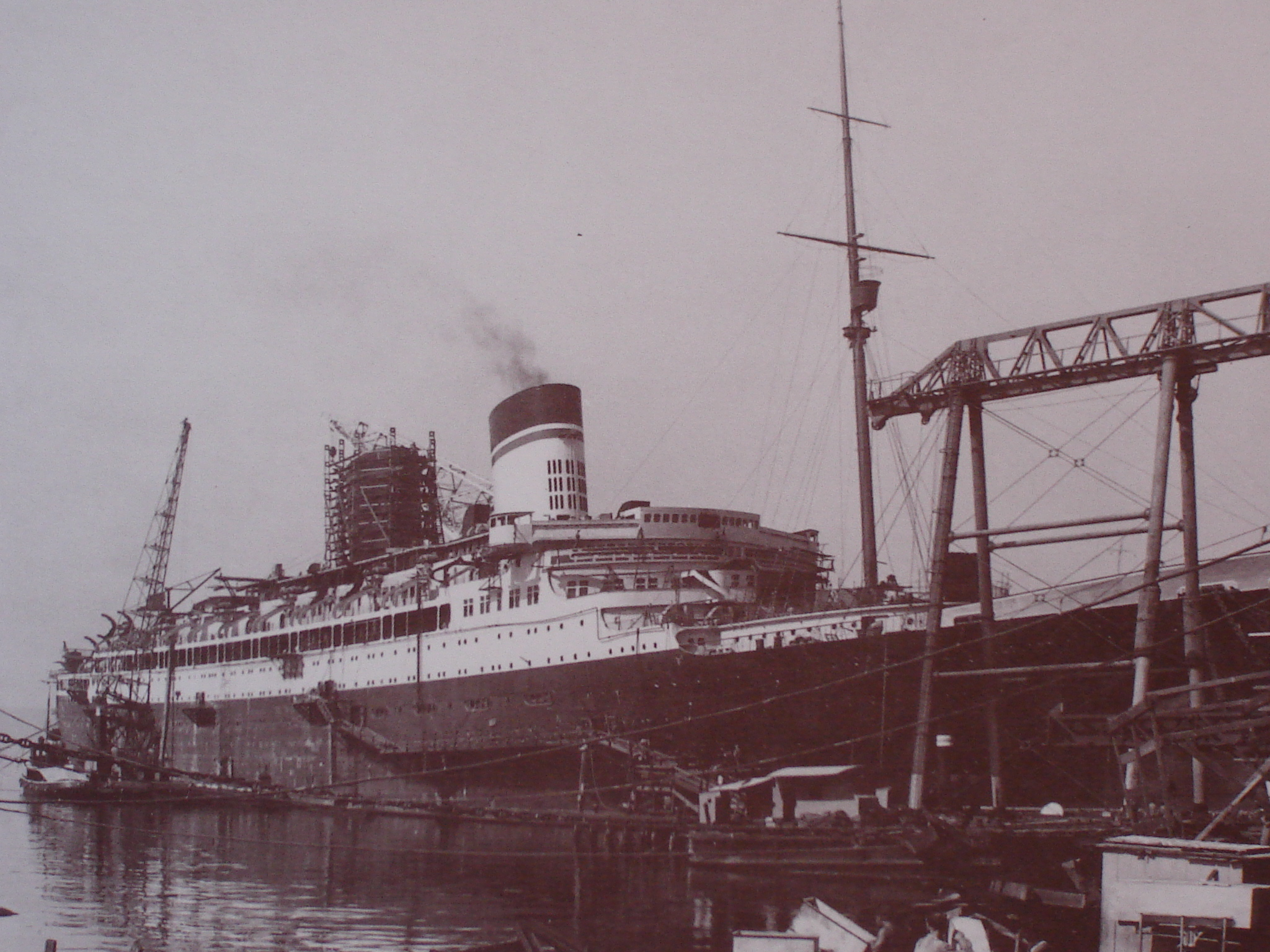
Die Conte di Savoia im Bau

### Passagierschiffe
Zu den Kunden des Stabilimento Tecnico Triestino zählten neben der Kriegsmarine auch der Österreichische Lloyd, obwohl dieser mit dem Lloydarsenal bis 1910 eine eigene Großwerft in Triest besaß. Bei der neu formierten San Rocco A.G. entstanden beispielsweise die größten Schiffe des Lloyd, die Gablonz und die Marienbad (jeweils 8400 BRT) sowie die Baron Bruck, ein Schwesterschiff der 1914 gesunkenen Baron Gautsch.
In italienischer Zeit entstanden große Transatlantik-Passagierschiffe wie die Conte Grande (1928) und die Conte di Savoia (1932) sowie große Motorschiffe wie die Victoria (1931) auf den Werften von S.T.T. bzw. C.R.D.A.

### Schwimmkran

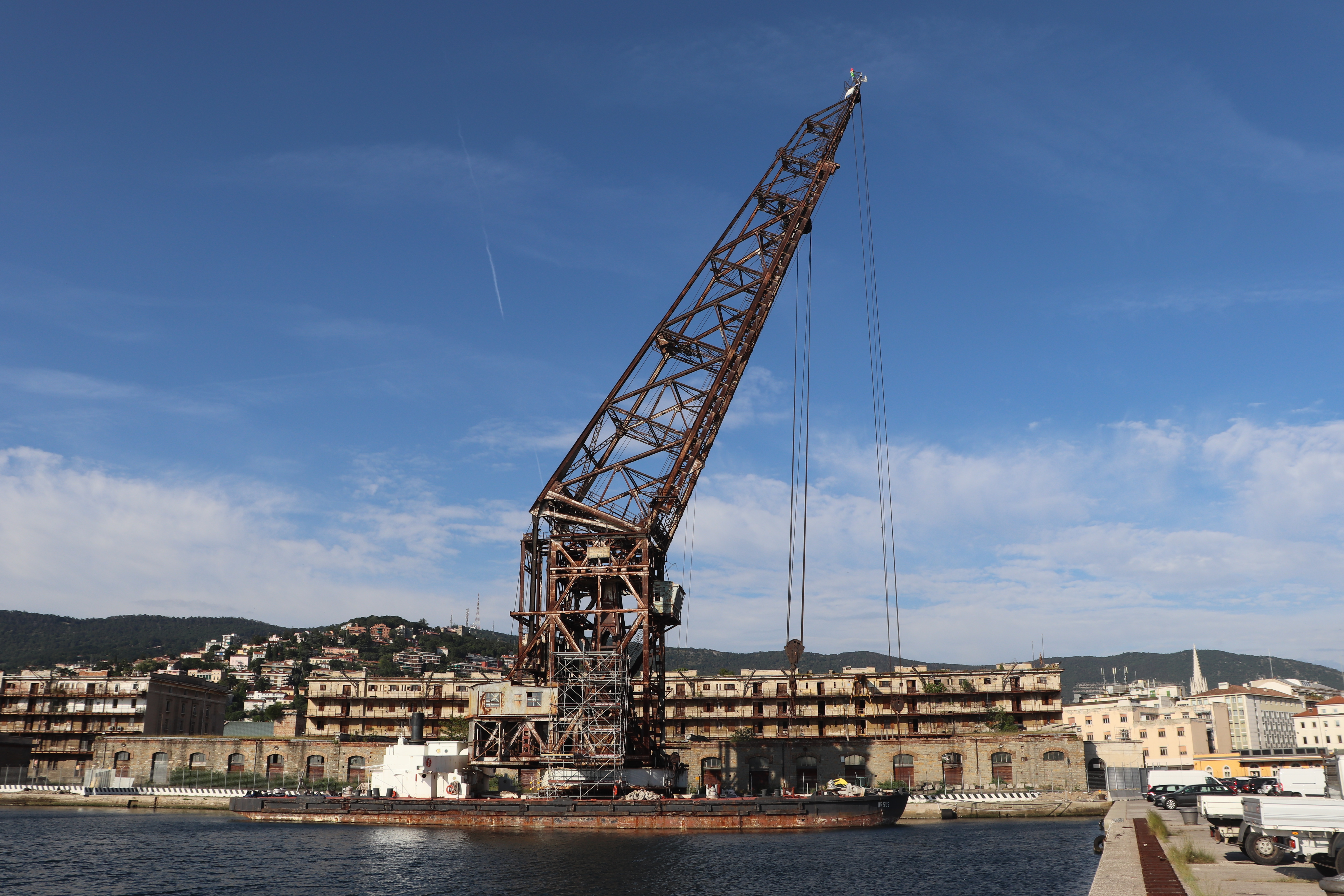
Der Ursus im Hafen von Triest

Im Jahr 1913 wurde beim Stabilimento Tecnico Triestino ein 150 Tonnen-Schwimmkran hergestellt, der heute - bekannt als Ursus - als technisches Denkmal in Triest aufgestellt wurde.

## Bildergalerie

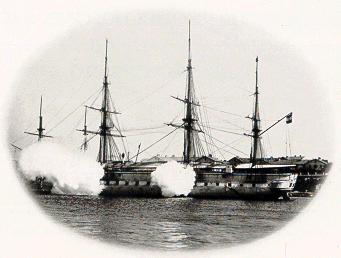
Fregatte Novara (1862)
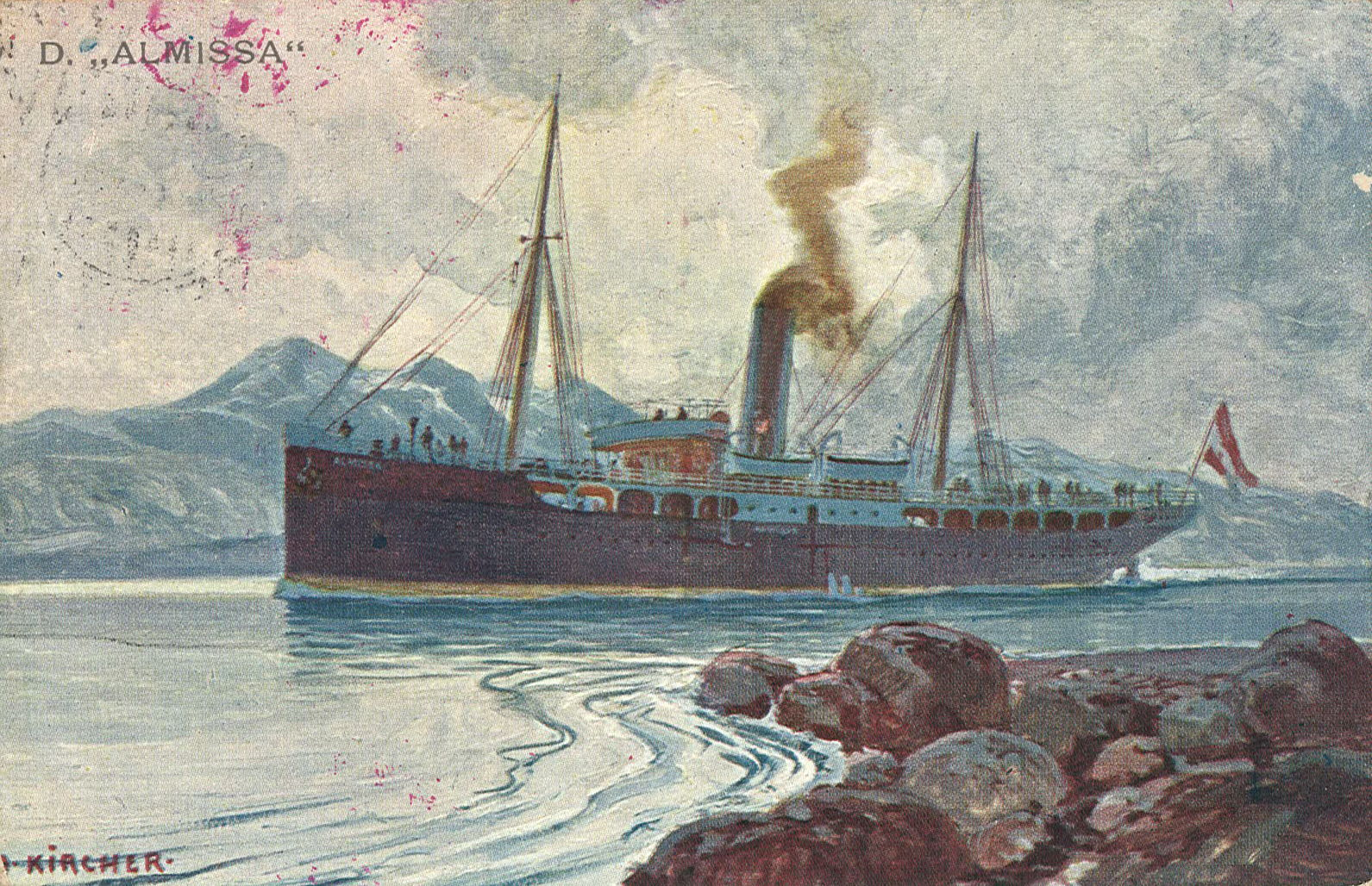
Die Almissa des Österreichischen Lloyd (1893)
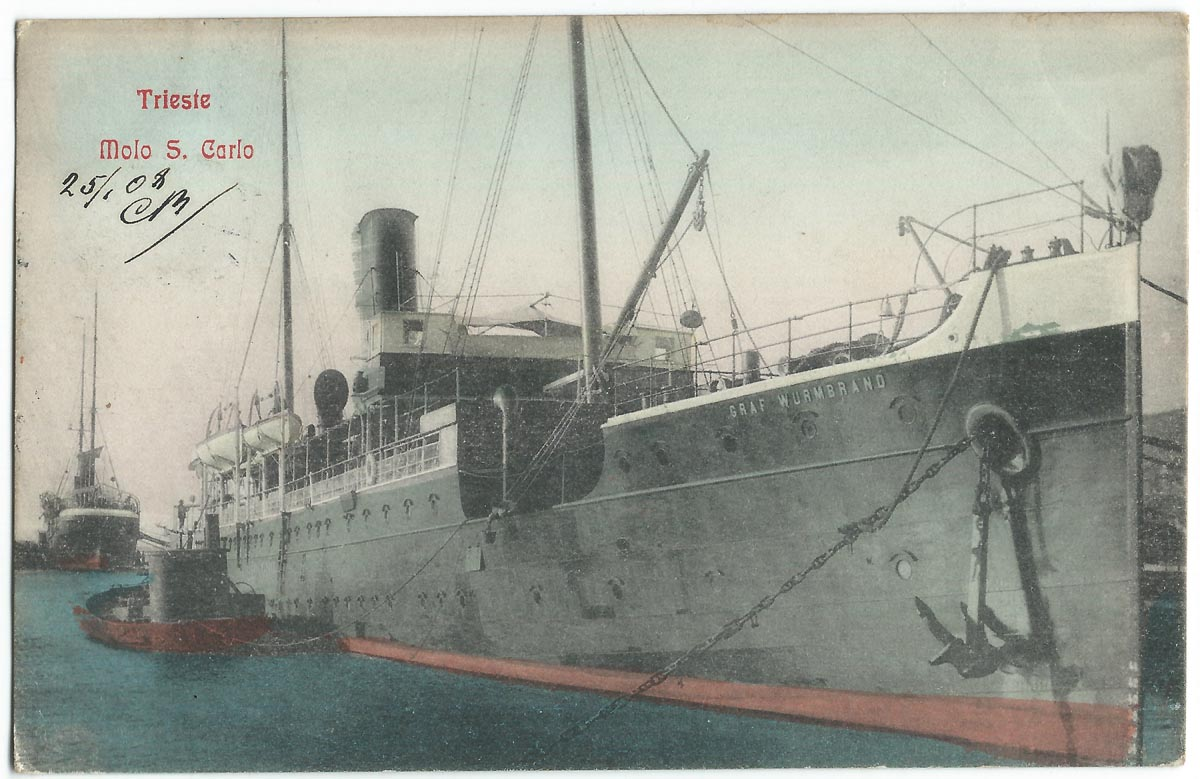
Graf Wurmbrand des Österreichischen Lloyd (1895)
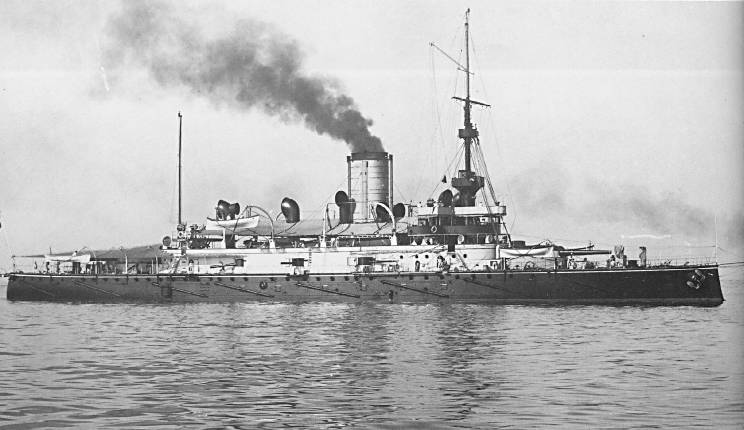
Budapest (1896)
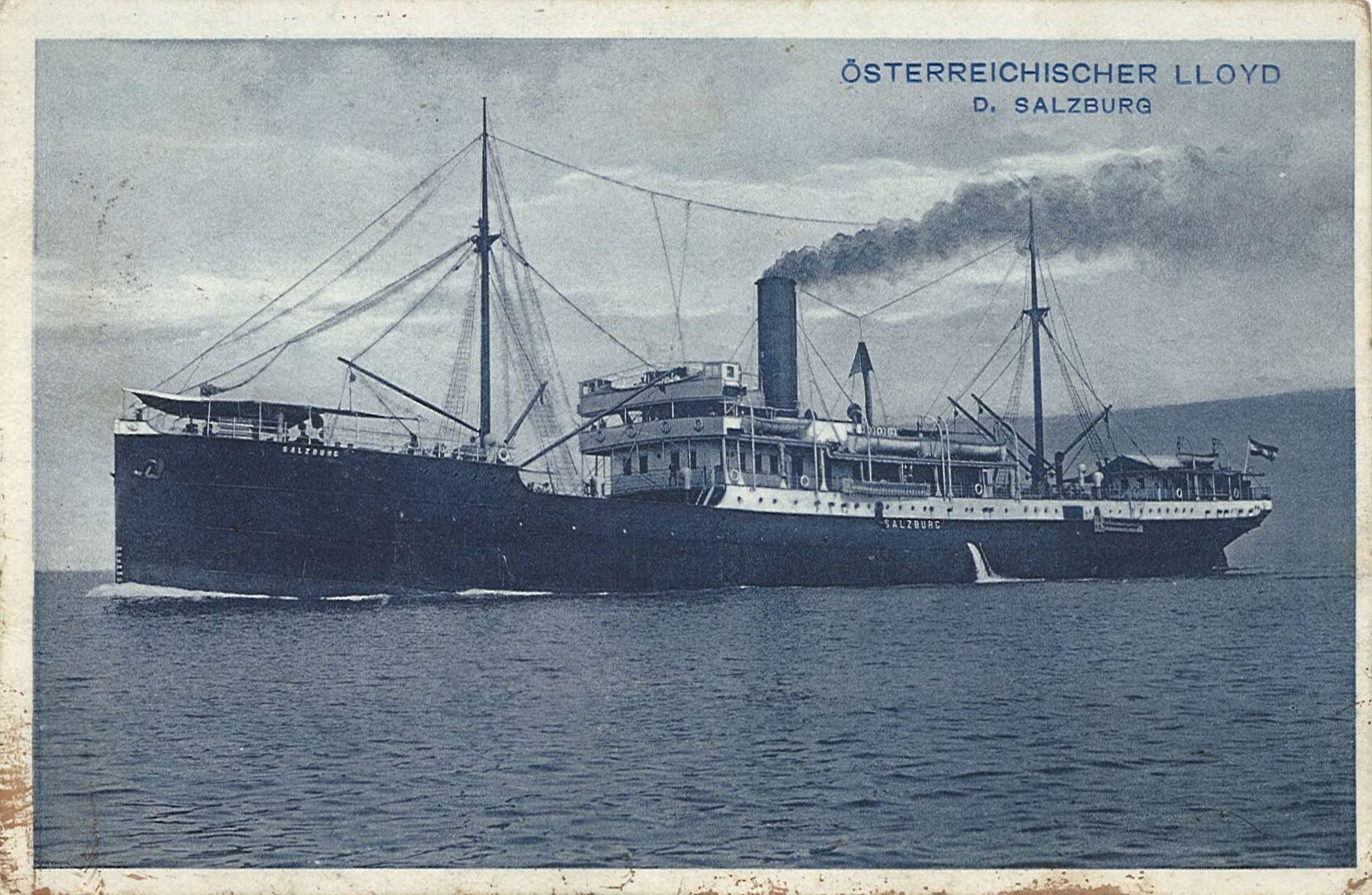
Salzburg des Österreichischen Lloyd (1902)
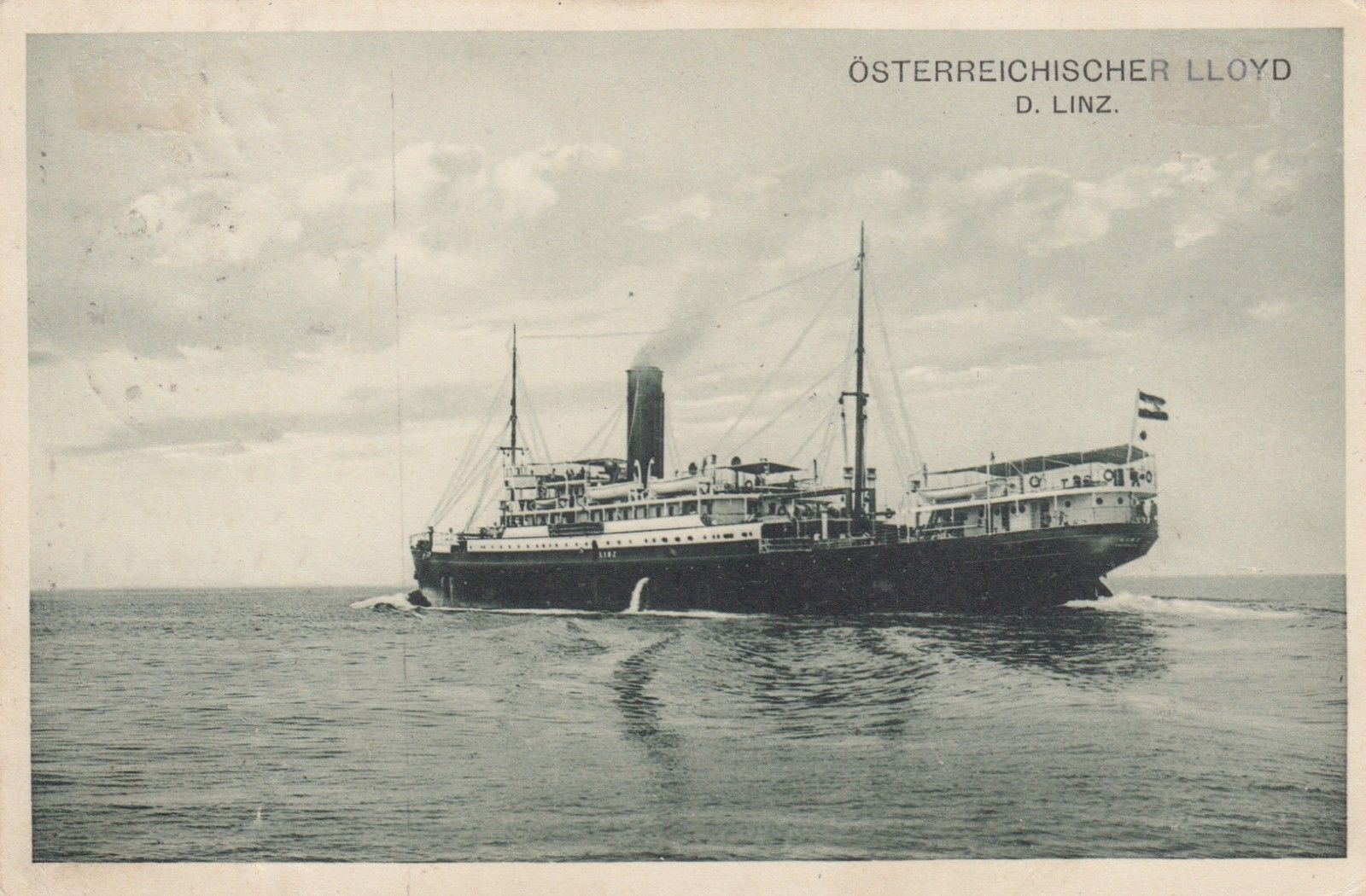
Linz des Österreichischen Lloyd (1909)
Erzherzog Franz Ferdinand (1910)
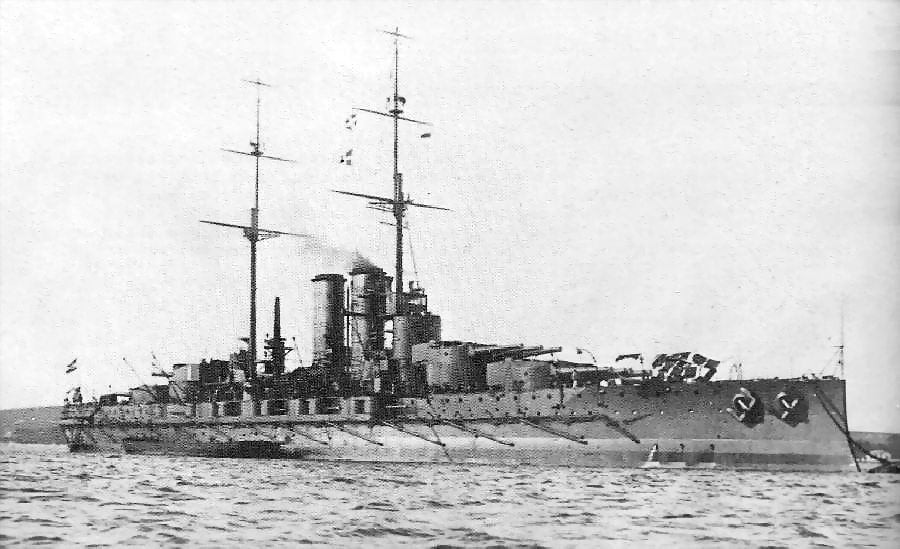
Tegethoff (1912)
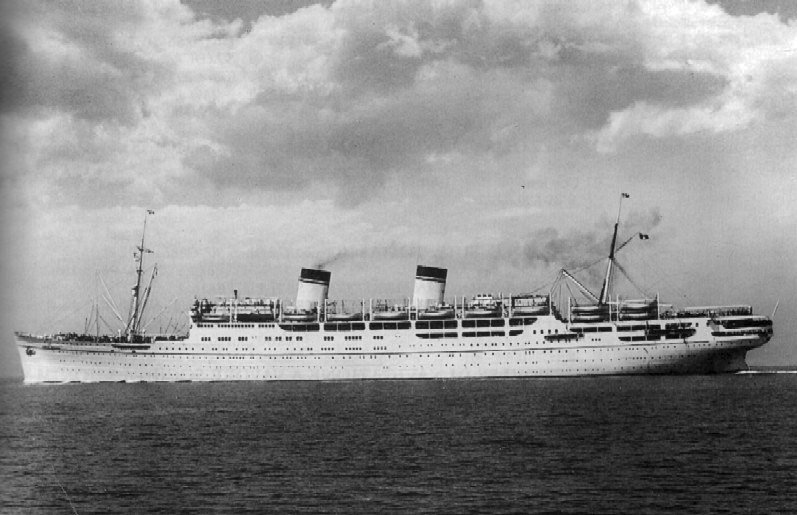
Conte Grande (1928)
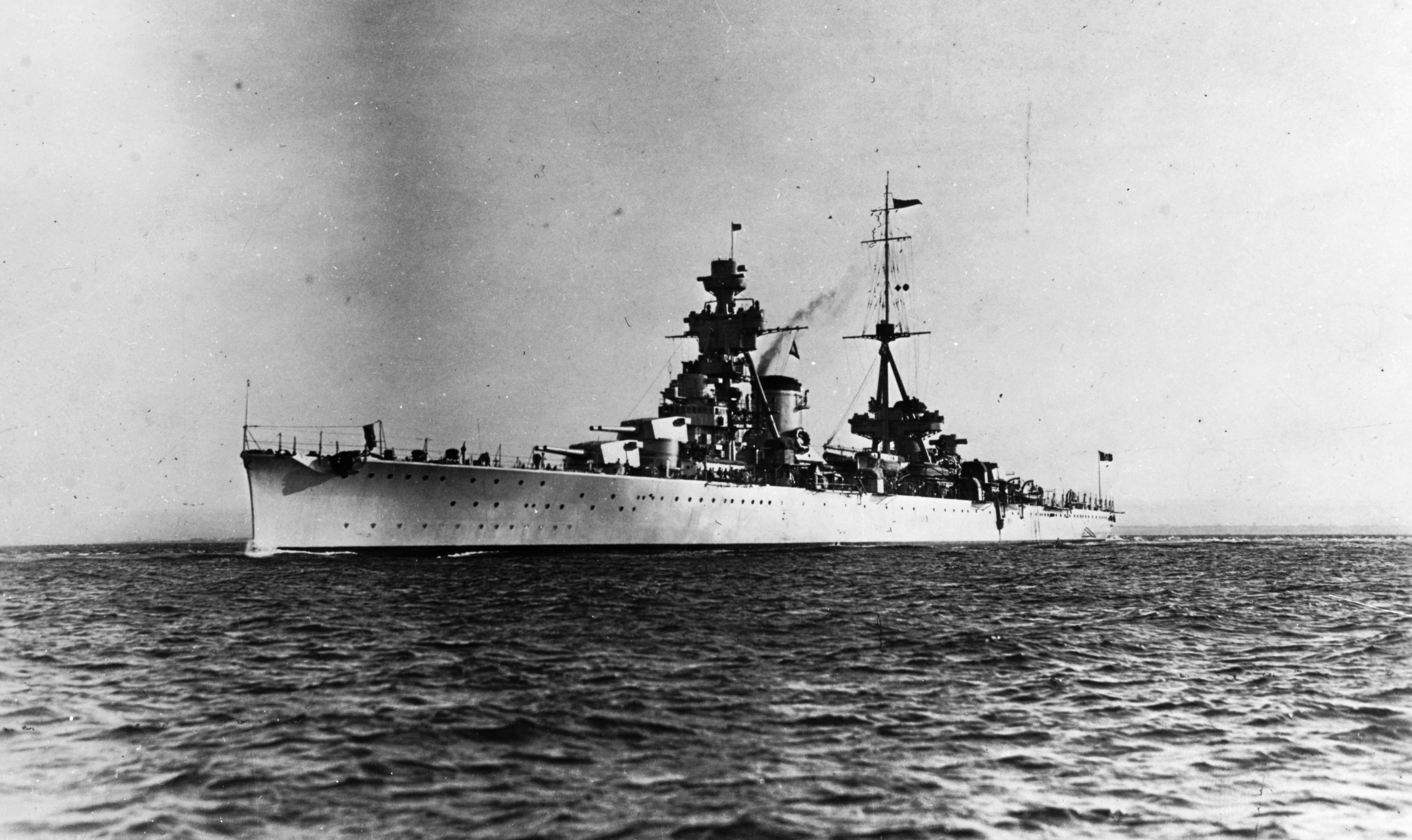
Schwerer Kreuzer Trieste (1928)
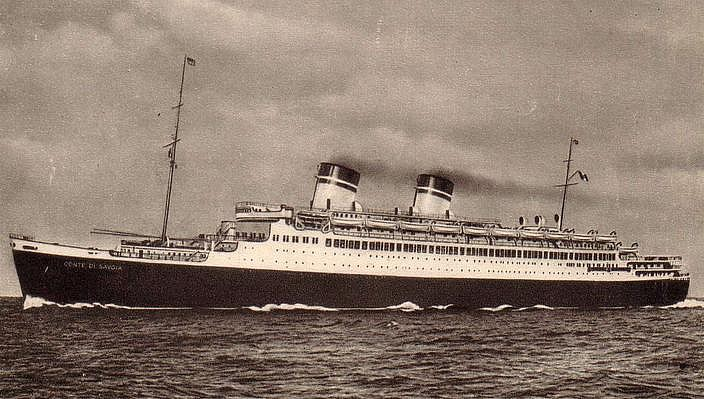
Transatlantikliner Conte di Savoia (1932)
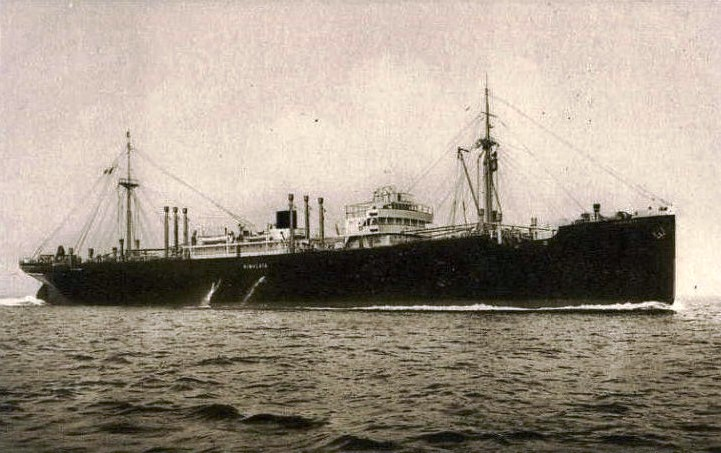
Himalaya (1930er Jahre)